# Freya Colbert
Freya Constance Colbert (* 8. März 2004 in Grantham, Lincolnshire) ist eine britische Schwimmerin. Bei Weltmeisterschaften erschwamm sie bis März 2004 je eine Gold- und Silbermedaille, bei Europameisterschaften erkämpfte sie bis je einmal Gold, Silber und Bronze auf der 50-Meter-Bahn sowie einmal Silber und einmal Bronze auf der 25-Meter-Bahn. Außerdem war die Engländerin einmal Dritte bei den Commonwealth Games.

## Karriere
Freya Colbert begann beim Grantham Swim Club und wechselte später zum Nova Centurion Swimming Club in Nottingham. Als Studentin der Loughborough University schwimmt sie für das Sportteam der Universität.
2019 wurde Colbert erstmals britische Meisterin über 400 Meter Lagen. Drei Monate später bei den Junioreneuropameisterschaften 2019 wurde Colbert Vierte über 400 Meter Lagen. Mit der 4-mal-200-Meter-Freistilstaffel wurde sie Zweite hinter den Russinnen. Bei den Junioreneuropameisterschaften 2021 wurde sie Fünfte über 400 Meter Lagen und mit der 4-mal-200-Meter-Freistilstaffel.
Im Juni 2022 bei den Weltmeisterschaften in Budapest schied Colbert über 200 Meter Freistil, 400 Meter Freistil und 400 Meter Lagen jeweils im Vorlauf aus. Von Ende Juli bis Anfang August wurden in Birmingham die Commonwealth Games 2022 ausgetragen. Colbert wurde Vierte über 400 Meter Lagen. Die englische 4-mal-200-Meter-Freistilstaffel mit Freya Colbert, Tamryn Van Selm, Abbie Wood und Freya Anderson erschwamm Bronze hinter den Australierinnen und den Kanadierinnen.
Mitte August fanden dann in Rom die Europameisterschaften 2022 statt. Freya Colbert, Lucy Hope, Medi Harris und Freya Anderson erkämpften die Silbermedaille in der 4-mal-200-Meter-Freistilstaffel hinter den Niederländerinnen. Über 400 Meter Lagen erschwamm Colbert die Bronzemedaille hinter den Ungarinnen Viktória Mihályvári-Farkas und Zsuzsanna Jakabos. Die 4-mal-200-Meter-Mixed-Freistilstaffel mit Kieran Bird, Jacob Whittle, Lucy Hope und Freya Colbert erreichte das Finale mit der zweitschnellsten Vorlaufzeit hinter dem französischen Quartett. Im Endlauf hatten Tom Dean, Matthew Richards, Freya Colbert und Freya Anderson im Ziel über eine Sekunde Vorsprung vor den Franzosen. Alle sieben Beteiligten erhielten eine Goldmedaille.
2023 bei den Weltmeisterschaften in Fukuoka erreichte die britische 4-mal-200-Meter-Freistilstaffel mit Freya Colbert, Lucy Hope, Abbie Wood und Freya Anderson das Ziel mit über zwei Sekunden Rückstand auf die drittplatzierten Chinesinnen. Über 400 Meter Lagen wurde Colbert Fünfte. Im Dezember 2023 bei den Kurzbahneuropameisterschaften in Otopeni wurde Colbert über 400 Meter Lagen Zweite hinter Abbie Wood. Über 200 Meter Freistil siegte Freya Anderson vor der Tschechin Barbora Seemanová, Colbert wurde Dritte.
Im Februar 2024 bei den Weltmeisterschaften in Doha schwamm die 4-mal-200-Meter-Freistilstaffel mit Freya Colbert, Abbie Wood, Lucy Hope und Medi Harris die sechstschnellste Vorlaufzeit. Im Finale war die Staffel in gleicher Besetzung über sieben Sekunden schneller als im Vorlauf und gewann die Silbermedaille hinter den Chinesinnen. Colbert trat danach über 200 Meter Rücken an und belegte den achten Rang. Über 400 Meter Lagen siegte Colbert im Endlauf mit 0,22 Sekunden vor der Israelin Anastasia Gorbenko. Ihre Bestleistung über 400 Meter Lagen schwamm Colbert im April 2024 bei den britischen Meisterschaften in 4:34,01 Minuten, womit sie ihre Siegerzeit von den Weltmeisterschaften um über drei Sekunden unterbot. Drei Monate später bei den Olympischen Spielen in Paris belegte Colbert über 400 Meter Lagen den vierten Platz. Die 4-mal-200-Meter-Freistilstaffel schwamm mit Freya Colbert, Abbie Wood, Freya Anderson und Lucy Hope auf den fünften Platz. Über 200 Meter Lagen schied Colbert als 18. der Vorläufe aus.